# Cachoeira (kommun)
Cachoeira är en kommun i Brasilien.   Den ligger i delstaten Bahia, i den östra delen av landet, 1 000 km öster om huvudstaden Brasília. Antalet invånare är 32 035.
Följande samhällen finns i Cachoeira:
- Cachoeira

Omgivningarna runt Cachoeira är huvudsakligen savann. Runt Cachoeira är det ganska tätbefolkat, med 192 invånare per kvadratkilometer.